# 万凯
万凯（1973年9月—），江西南昌人，汉族，中华人民共和国政治人物、第十一届全国人民代表大会江西地区代表。

## 生平
毕业于江西公安专科学校侦察系刑侦专业，是中共党员。担任江西省南昌市青山湖区区委常委、公安分局局长。2008年起担任全国人大代表。2010年6月至2011年6月，任中共南昌市委政法委副书记兼任市维稳办主任，2011年6月至2016年7月，历任进贤县委副书记、代县长，县长，县委书记。2016年11月升任抚州市人民政府副市长兼任市公安局局长；2019年8月任江西省公安厅常务副厅长。2021年12月，任赣州市委副书记，赣州市人民政府代理市长。2022年1月，当选为赣州市市长，但是在同年5月，辞去赣州市市长职务，并在不久后因涉嫌严重违纪违法，接受江西省纪委监委纪律审查和监察调查。